# شار باغ

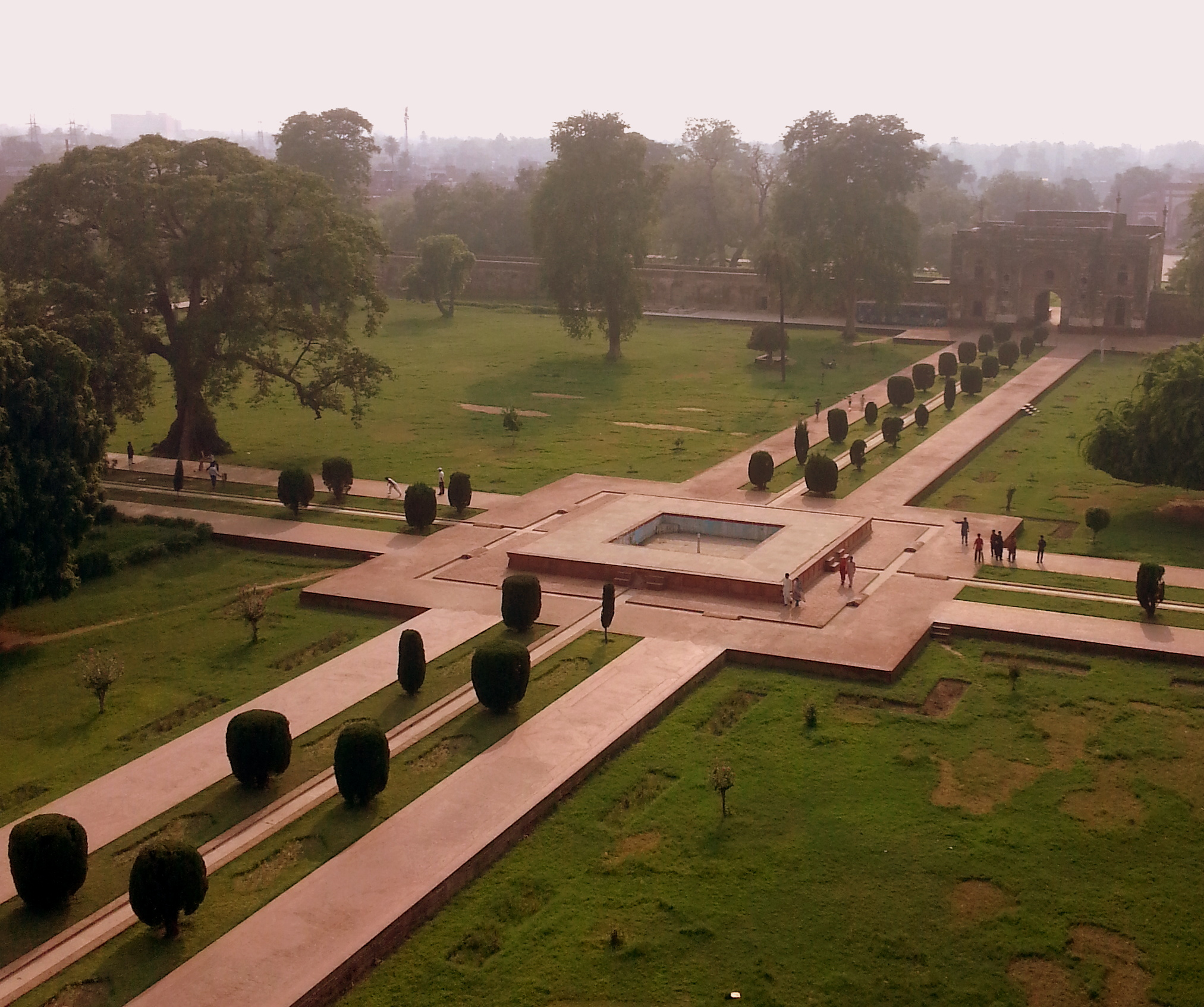
رسم لشار باغ عند ضريح جهانجير في لاهور

شار باغ (بالفارسية: چھار باغ، الهندية: चारबाग़، بالأردية: چار باغ، تعني "أربع حدائق") هو تخطيط حديقة رباعي الأضلاع فارسي وهندي-فارسي. يتم تقسيم الحديقة الرباعية بواسطة ممرات أو تدفق المياه إلى أربعة أجزاء أصغر. تم العثور عليها في المدن في جميع أنحاء غرب آسيا وجنوب آسيا ، بما في ذلك إيران والهند. 
إحدى السمات المميزة لحديقة شهار باغ هي الحديقة المكونة من أربعة أجزاء والمرصعة بمسارات محورية تتقاطع في وسط الحديقة. أصبح هذا المخطط الهندسي شديد التنظيم المسمى بالشار باغ وسيلة قوية لتنظيم وتدجين المشهد الطبيعي وفي حد ذاته رمز للمنطقة السياسية. 

## حدائق شار باغ الشهيرة

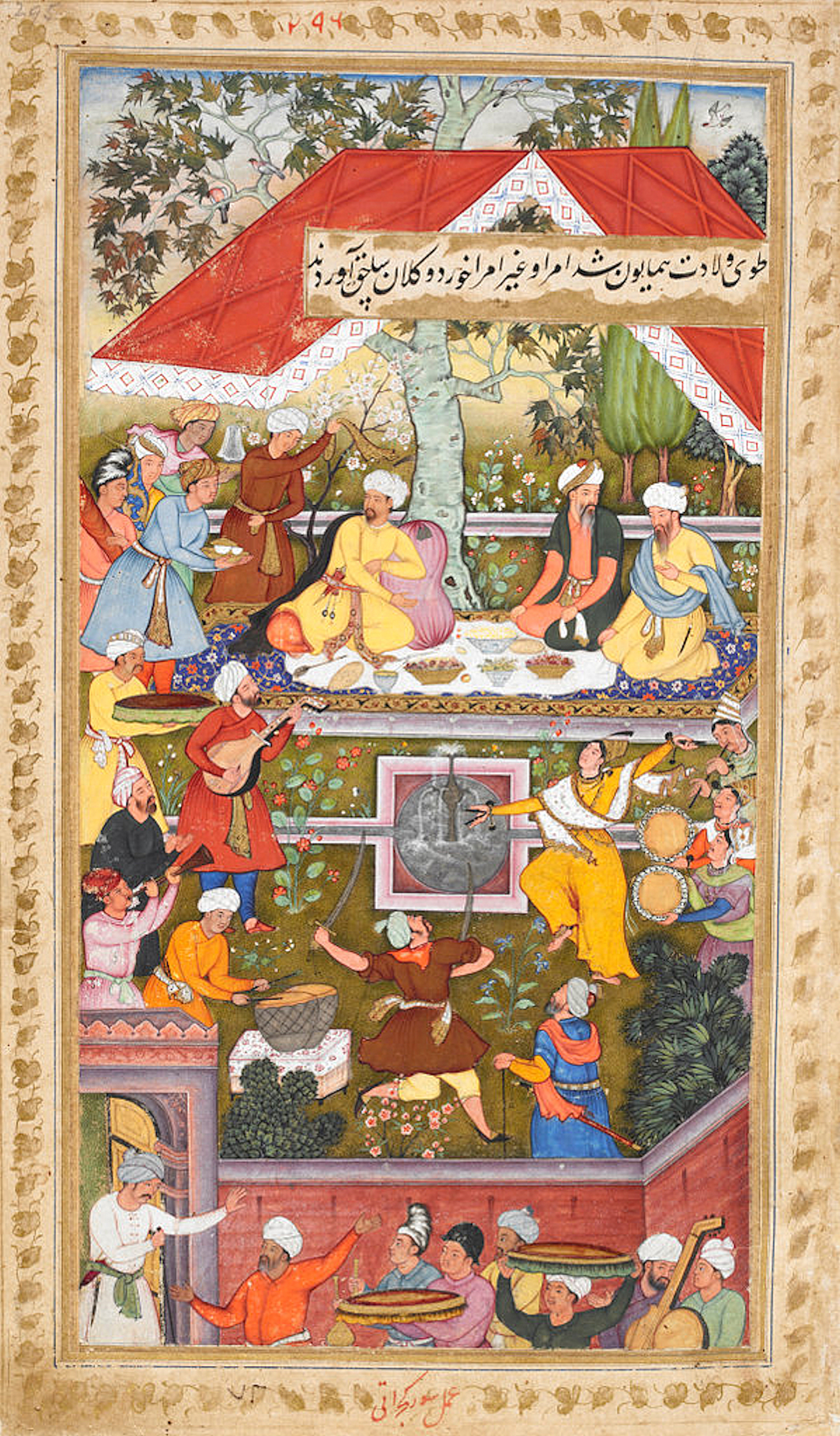
بابور يحتفل بميلاد همايون في شار باغ في كابل

أشهر الأمثلة على هذا النمط هي شارع شار باغ العباسي في أصفهان بإيران التي بناها الشاه عباس الكبير عام 1596 وحديقة تاج محل في الهند، في كارباخ في تاج محل يحتوي كل جزء من الأجزاء الأربعة على ستة عشر فراش زهور.
في الهند يظهر مفهوم شار باغ في الأضرحة الإمبراطورية في مقبرة همايون في دلهي على نطاق هائل. كان والد همايان هو الفاتح من آسيا الوسطى بابور الذي نجح في وضع الأساس لسلالة المغول في شبه القارة الهندية وأصبح أول إمبراطور للمغول. 
أعطى هذا التقليد ولادة تصميم حدائق المغول وعرض شكله الرفيع في تاج محل -الذي بناه الإمبراطور المغولي شاه جهان حفيد الفاتح بابور من آسيا الوسطى- كمقبرة لزوجته الهندية المفضلة ممتاز محل، في أغرة، بالهند. على عكس معظم هذه المقابر فإن الضريح ليس في وسط الحديقة لكن الحفريات الأثرية كشفت عن حديقة أخرى معاكسة تشير إلى أن الضريح كان مركزًا تاريخيًا كما هو الحال في تقاليد حديقة القبور.  تتميز الحديقة بأشجار السرو الإيطالية التي ترمز إلى الموت. ترمز أشجار الفاكهة في الحديقة إلى الحياة. تجذب الحديقة العديد من الطيور التي تعتبر من مميزات الحديقة.
في باكستان تستند حدائق شاليمار للمغول والحديقة الموجودة في قبر جهانجير في لاهور على مفهوم قاراباغ.

## في العصر الحديث
يوجد شار باغ على سطح المركز الإسماعيلي في جنوب كنسينغتون بلندن.  يضم وفد الإمامة الإسماعيلية الواقع على طريق ساسكس بالعاصمة الكندية أوتاوا في أونتاريو شار باغ في بيئة حديثة. يقدم المركز الإسماعيلي ومتحف الآغا خان في تورونتو تفسيرًا حديثًا لشار باغ بين المباني. تتميز الحديقة النباتية بجامعة ألبرتا بوجود شار باغ في حدائق الآغا خان.